# 三大秘法
三大秘法（さんだいひほう）とは、日蓮が説いた、末法の人々を救うための根本となる教えで、
- 本門の本尊
- 本門の戒壇
- 本門の題目

の3つからなるが日蓮正宗と日蓮宗では解釈が異なる。

## 記述
日蓮が残した文書のうち「三大秘法」という単語が出てくる記述は、以下の通り。
- 「其故は寿量品の事の一念三千の三大秘法を成就せる事此経文なり」（『義浄房御書』[2][3]）
- 「雖然三大秘法其体如何。」（『三大秘法禀承事』[4][5][注釈 1]）
- 「此三大秘法は二千余年の当初、地涌千界の上首として、日蓮慥に自教主大覚世尊口決相承せし也。」[注釈 2] （『三大秘法禀承事』[7][8]）
- 「法華経を諸仏出世の一大事と説せ給て候は、此三大秘法を含たる経にて渡らせ給へばなり。」（上に同じ）

ただし、以上の遺文は日蓮の真蹟は残っていない。
日蓮が残した文書のうち「三大秘法」に関する記述は、以下の通り（上述の文書を除く）。
- 「本門寿量品の三大事とは是也。」（『四条金吾殿御返事』[9][10]）
- 「天台・伝教宣之　本門本尊与四菩薩戒壇南無妙法蓮華経五字残之。」（『法華行者値難事』[11][12]）
- 「答曰　本門本尊与戒壇与題目五字也。」（『法華取要抄』[13][14]）
- 「如是乱国土後　出現上行等聖人　本門三法門建立之　一四天四海一同妙法蓮華経広宣流布無疑者歟。」（『法華取要抄』[15][16]）
- 「答云、一は日本乃至一閻浮提一同に本門の教主釈尊を本尊とすべし。〔略〕二には本門の戒壇。三には〔略〕南無妙法蓮華経と唱べし。」（『報恩抄』[17][18]）

## 解釈

### 日蓮宗
日蓮宗における三大秘法の解釈は、以下の通り。
- 本門の本尊 - 上述の「日本乃至一閻浮提一同に本門の教主釈尊を本尊とすべし」を根拠として、寿量品で顕された「久遠実成の本師釈迦牟尼仏」のこと[19][20]。
- 本門の戒壇 - 「理の戒壇」と「事の戒壇」がある。「理の戒壇」は、本門の本尊に帰依し本門の題目を受持する場のことで、具体的には、題目を受持する場であれば寺院・家庭を問わない。「事の戒壇」は宗祖が示した、全世界の人々が妙法に帰依した暁に最勝の地に建てられる道場のこと[21][22]。とは言え、法華経神力品[注釈 3]を踏まえると、「理の戒壇」即「事の戒壇」と言える[23]。
- 本門の題目 - 単なる経題に留まらない、仏の悟り全てを表す・衆生救済の働きを含む南無妙法蓮華経のこと[24][25]。同時に、一大秘法でもあるとする[26]。

### 日蓮正宗
日蓮正宗では、三大秘法を同宗教義の根本とし、「宗旨の三箇」と呼んでいる。同宗における三大秘法の解釈は、以下の通り。
- 本門の本尊 - 「人」と「法」があり、「人」は久遠元初自受用身の再誕日蓮・「法」は十界互具事の一念三千の大曼荼羅のこととし、これらが一体である（人法一箇の本尊）とする[28]。
- 本門の戒壇 - 「事」と「義」があり、「事」は本門戒壇の大御本尊を安置するところ・「義」は日蓮正宗の末寺ならびに信者家庭へ下付された御本尊を安置するところのこと[29][注釈 4]。
- 本門の題目 - 「信」と「行」があり、「信」は本門戒壇の大御本尊を信じること・「行」は「信」をもって南無妙法蓮華経と自ら唱えること[30][31]。

三大秘法は「本門戒壇の大御本尊」（一大秘法）に納まり、かつ上述の「人」「法」の本尊・「事」「義」の戒壇・「信」「行」の題目の六義（六大秘法）に開け、さらに開くと仏教八万法蔵の法門になる。